# Duelul (film din 1981)
Duelul este un film de acțiune românesc din 1981, regizat de Sergiu Nicolaescu după un scenariu scris de Vintilă Corbul, Eugen Burada și Sergiu Nicolaescu. Rolurile principale sunt interpretate de actorii Sergiu Nicolaescu, Jean Constantin, Colea Răutu, Ion Rițiu, Ovidiu Iuliu Moldovan, George Mihăiță, Toma Dorel și Ana Maria Moculescu.
În acest film, comisarul de poliție Tudor Moldovan (Sergiu Nicolaescu) investighează cazul unui jaf bancar săvârșit la comanda lui Grigore Maimuca (Colea Răutu), un om politic apropiat de Mișcarea Legionară. Pornind de la informațiile primite de la informatorul Limbă (Jean Constantin), comisarul reușește să afle că autorul jafului era tânărul Rică Păsărin (Ion Rițiu). Pentru a da de urma acestuia, el lucrează sub acoperire ca profesor de sport, reușind în cele din urmă să găsească probele pentru incriminarea lui Grigore Maimuca și arestarea acestuia. Figurile centrale ale filmului sunt copiii străzii, care au rămas orfani sau ai căror părinți au fost concentrați în armată, fiind siliți din cauza sărăciei să ducă o viață mizeră în pivnița unei mănăstiri părăsite.

## Rezumat
Acțiunea filmului se petrece în septembrie 1939 în perioada invadării Poloniei de către Germania nazistă. Tânărul comisar de poliție Tudor Moldovan urmărește prin București un important om politic pe nume Grigore Maimuca. În drumul său, Maimuca intră în clădirea băncii Creditul Comercial unde depune suma de 500.000 $ despre care afirmă că sunt banii Mișcării Legionare. La scurtă vreme după ieșirea sa din clădire, trei bandiți mascați intră în bancă și fură banii, împușcând mortal la plecare doi gardieni. După câteva ore, șeful echipei de bandiți, Rică Păsărin, aduce banii furați la vila lui Maimuca. Acesta din urmă îi dă banii colonelului Zăvoianu, pentru a fi folosiți de Mișcarea Legionară. Maimuca prevede că legionarii vor ajunge la putere în maxim 1 an de zile și speră să pună mâna pe întreg comerțul evreiesc. El îi dă dispoziție lui Titu Dobrescu să-i înscrie pe toți oamenii lor în cuiburi legionare.
Prefectul de poliție îl însărcinează pe comisarul Moldovan cu investigarea jafului și găsirea legăturii între jefuitori și Maimuca. Jefuitorii beneficiaseră de complicitatea celor doi casieri ai băncii, aceștia fiind ulterior asasinați de bandiți. Urmărindu-l pe Maimuca la bancă, comisarul a observat în apropierea băncii doi posibili martori: un copil lustragiu poreclit „Pijama” și un cerșetor olog. Ambii dispăruseră după jaf, iar Moldovan încearcă să se folosească de informatorul Limbă pentru găsirea lor. Lustragiul Constantin Aioanei poreclit „Pijama” dispăruse după spargere și cu toate eforturile lui Limbă nu a fost găsit. Pentru a da de cerșetorul olog, comisarul îl caută pe Piticu, „regele cerșetorilor”, cerându-i să-i spună cine cerșea în fața băncii. Piticu încearcă să-l șantajeze fără succes pe Maimuca, iar apoi îi comunică lui Moldovan autorul jafului și locul unde se ascundea acesta. Comisarul se deplasează la un bar de noapte în căutarea lui Rică Păsărin, dar acesta reușește să fugă și se ascunde timp de câteva zile.
Moldovan află că Păsărin are un frate poreclit „Piciul”, care locuia într-o pivniță ruinată din „groapă”, adăpostul unor copii orfani care se îndeletniceau cu furtul din buzunare. Cu complicitatea lui Limbă, comisarul se duce acolo și se prezintă ca profesorul de gimnastică Aldea, pretextând că îl caută pe informator. El îi impresionează pe copii cu talentul de tragere cu pistolul la țintă și le promite la plecare că va mai trece pe acolo pentru a le aduce o minge de fotbal. La sugestia subcomisarului Petrescu, Moldovan încearcă să-i ajute pe copii și le aduce o minge de fotbal, mănuși de box și un sac de antrenament, și în plus îl alungă pe Ureche, cel care îi obliga pe copii să fure și le lua apoi toți banii. De asemenea, îl internează la un sanatoriu pe Iliuță, un copil bolnav de TBC al unui muncitor mobilizat. Astfel, el câștigă încrederea copiilor.
Între timp, „Pijama” este găsit mort în groapa de gunoi a orașului, fiind ucis pentru a nu-i dezvălui lui Rică numele cerșetorului olog care-l turnase Piticului. Copiii fură corpul micului lustragiu de la morgă și-l înmormântează. Moldovan îi telefonează Piticului și îl somează să îi spună unde-l găsește pe cerșetorul Gogu Ologu, martor al jafului și ucigașul lui „Pijama”, altfel îi va distruge toată rețeaua de cerșetori. Piticu îi spune că îl va găsi în trei ore pe Gogu Ologu la ruinele bisericii din groapă, dar îl anunță de acest lucru și pe Maimuca, de la care primește 10% din suma furată de la bancă. Când ajunge la ruinele bisericii, Moldovan și Petrescu îl găsesc pe Gogu Ologu spânzurat de o grindă. A doua zi, Piticu este ucis de oamenii lui Maimuca cu ajutorul unui buchet de flori ce conținea o bombă cu ceas.
Maimuca plănuiește o spargere la Banca Elvețiană și Română, care era dotată cu cel mai performant sistem de alarmă. El intenționează să se folosească de Rică pentru această lovitură și apoi să-l elimine, spunându-i acestuia că urmează apoi să părăsească țara cu destinația America și dându-i chiar și un pașaport pe un nume fals. Unul dintre motivele eliminării banditului era faptul că Rică trăia cu solista Margot, amanta lui Maimuca. Deși aflase că va avea loc o nouă spargere, prefectul de poliție îi ordonă lui Moldovan să-l aresteze pe Păsărin, fără a se mai ancheta implicarea lui Maimuca în cazul căruia interveniseră unele presiuni politice. Comisarul se duce la casa părăsită unde locuia Păsărin și îi propune acestuia un târg, promițându-i că-l va face scăpat dacă îl va ajuta să-l prindă pe Maimuca. Rică reușește totuși să fugă din ascunzătoare.
Cu ajutorul dinamitei și a gazelor toxice, Rică și echipa sa jefuiesc Banca Elvețiană și fug prin sistemul de canalizare la capătul căruia erau așteptați de Maimuca și de oamenii lui. Dându-și seama că va fi omorât, Rică fuge cu banii urmărit de oamenii lui Maimuca. El este ajuns din urmă într-un cimitir, fiind grav rănit în schimbul de focuri. Copiii din „groapă” îl salvează, dar oamenii lui Maimuca pun mâna pe sacul cu bani. Sosirea comisarului Moldovan și apoi a poliției determină arestarea bandiților, inclusiv a lui Maimuca. Fiind grav rănit, Rică este dus de copii în ruinele bisericii unde moare după ce-l roagă pe comisar să aibă grijă de fratele său.

## Distribuție
- Sergiu Nicolaescu — comisarul Tudor Moldovan
- Jean Constantin — hoțul de buzunare Limbă
- Colea Răutu — Grigore Maimuca
- Ion Rițiu — gangsterul Rică Păsărin
- Ovidiu Iuliu Moldovan — Titu Dobrescu, aghiotantul lui Maimuca
- George Mihăiță — subcomisarul Petrescu
- Toma Dorel — copilul Piciu
- Ana Maria Moculescu — cântăreața Amalia, amanta lui Maimuca
- George Constantin — prefectul de poliție
- Ion Besoiu — colonelul Zăvoianu
- Ștefan Mihăilescu-Brăila — casierul Mitică Pricop
- Vladimir Găitan — medicul
- Cornel Gîrbea — Ureche, starostele cerșetorilor
- Aristide Teică — casierul chel Săndulescu
- Ion Nuni Anestin — cerșetorul Gogu Ologu
- Valentin Plătăreanu — directorul băncii Creditul Comercial
- Nicolae Bălan
- Hawa Diarra — cântăreața negresă
- Adriana Șchiopu
- Brigitte Drodtloff — cocota Margot (creditată Brigite Drodlof)
- Petre Tanasievici
- Mihai Vasile Boghiță — gardianul-șef de la Banca Elvețiană și Română
- Vasile Popa — Stângă, unul din oamenii lui Maimuca
- Dumitru Crăciun — gangsterul cu mustață groasă
- Adrian Mihai
- Adrian Ștefănescu
- Ion Polizache
- Marian Stoica — copilul „Chiftea”
- Adrian Ciovei
- Liviu Mirea — copilul Iliuță
- Marian Ivașcu — copilul Uțu
- Ion Munteanu
- Andi Ene
- Eduard Burlacu
- Bogdan Dumitrescu
- Basarab Hosu — copilul „Lordul”
- Doru Pălăgean
- Emil Grigoraș
- Ovidiu Rotar
- Ion Legendi